# ديريك مارتيني
ديريك مارتيني (بالإنجليزية: Derick Martini)‏ هو كاتب سيناريو ومخرج وممثل أمريكي، ولد في 2 ديسمبر 1972 في نيويورك في الولايات المتحدة.

## أعمال

### أفلام
- (2011) شخص ريفي أخرق

## وصلات خارجية
- ديريك مارتيني على موقع IMDb (الإنجليزية)
- ديريك مارتيني على موقع ألو سيني (الفرنسية)
- ديريك مارتيني على موقع أول موفي (الإنجليزية)
- ديريك مارتيني على موقع قاعدة بيانات الفيلم (الإنجليزية)
- ديريك مارتيني على موقع كينوبويسك (الروسية)